# Genentech
Genentech, Inc., acrônimo de Genetic Engineering Technology, Inc., é uma empresa estadunidense de biotecnologia, fundada em 1976 por Robert A. Swanson, um capitalista de risco, e pelo bioquímico Dr. Herbert W. Boyer. A empresa é considerada pioneira na indústria de biotecnologia.
Em 12 de março de 2009, foi anunciada a compra da Genentech pela empresa farmacêutica suíça Roche. A Roche pagou USD$ 46,8 bilhões pela empresa de biotecnologia.